# Djamel Leeflang
Djamel Leeflang Boerstra (Den Haag, 25 maart 1992) is een Nederlands voetballer die als aanvallende middenvelder of aanvaller speelt.

## Loopbaan
Leeflang speelde lang in het amateurvoetbal rond Den Haag voor hij in 2012 bij Deltras FC uit Sidoarjo op het tweede niveau in Indonesië ging spelen. Na een periode bij VV Haaglandia ging Leeflang begin 2015 naar Malta waar hij met Valletta FC tweede werd in de Premier League. Later dat jaar ging hij daar voor reeksgenoot Qormi FC spelen. De eerste helft van 2017 speelde Leeflang op de Maldiven voor New Radiant SC waarmee hij kampioen werd in de Dhivehi Premier League. Vervolgens keerde hij terug op Malta bij Lija Athletic FC dat naar de Premier League gepromoveerd was. In februari 2018 ging hij wederom in Indonesië spelen voor Perseru Serui dat uitkomt in de Liga 1. In november 2018 verbond hij zich aan het Engelse Havant & Waterlooville dat uitkomt in de National League. Op 31 januari 2019 verbond hij zich aan FC Lienden dat in de Tweede divisie uitkomt. Medio 2020 ging hij naar het tweede team van Quick Boys en ging hij zaalvoetballen bij HMC in de Topklasse B.